# 다이지
다이지(大治, だいじ)는 일본의 연호(元号) 중 하나이다.
- 전후 : 덴지(天治) 이후 - 덴쇼(天承) 이전.
- 시기 : 1126년 ~ 1130년
- 천황 : 스토쿠 천황

## 개원(改元)
- 덴지 3년 1월 22일(율리우스력 1126년 2월 15일), 포창의 유행을 이유로 개원.
- 다이지 6년 1월 29일(율리우스력 1131년 2월 28일), 덴쇼로 개원된다.

## 출전
『하도정좌보(河図挺佐輔)』의 「黄帝修徳立義、天下大治」.

## 서력과의 대조표
| 다이지 | 원년   | 2년    | 3년    | 4년    | 5년    | 6년    |
| ------ | ------ | ------ | ------ | ------ | ------ | ------ |
| 서력   | 1126년 | 1127년 | 1128년 | 1129년 | 1130년 | 1131년 |
| 간지   | 병오   | 정미   | 무신   | 기유   | 경술   | 신해   |

## 같이 보기
- 일본의 연호 일람
- 대치(大治) : 베트남 진조(陳朝)의 연호(1358년 ~ 1369년).

| 이전 덴지 | 일본의 연호 1126년 ~ 1131년 | 다음 덴쇼 |